# Синимяэские высоты
Си́нимяэские высо́ты, также Голубые холмы (эст. Sinimäed) и Ва́йвараские голубые холмы (эст. Vaivara Sinimäed) — три объединённых между собой холма, образовавшиеся в результате продвижения древних ледников на равнинном плато в Вайвараской зоне Северо-Эстонского глинта — части Балтийско-Ладожского глинта: холм Торнимяги (высота 70,6 метра), холм Пыргуаугу или Гренадеримяги (83,1 метра) и холм Паргимяги или Ластекодумяги (85,2 метра). Находятся в муниципалитете Нарва-Йыэсуу. Во время Второй мировой войны эти холмы находились на линии оборонительного рубежа «Танненберг». До войны Синимяэские высоты были покрыты высоким ельником, который при взгляде издалека придавал холмам голубой цвет. Эти ели погибли в ходе сражений в 1944 году.

## История
Синимяэские высоты служили укреплениями в нескольких войнах. Во время Северной войны Пётр I приказал построить на горе Торнимяги смотровую башню, которая вместе с так называемым Шведским валом являлась частью шведских фортификационных сооружений; на Гренадёрской горе располагалась русская гренадёрская воинская часть.
В начале XX века Синимяэские высоты включили в систему береговой обороны Российской империи. Во время Первой мировой войны Синимяэские высоты вместе с Мерикюлаской батареей относились к 1-му отделу укреплений Кронштадтской крепости.
В июле 1944 года на Синимяэских высотах произошло несколько крупных сражений — по имеющимся данным сражение с наибольшим количеством жертв на территории Эстонии во время Второй мировой войны. Точное число погибших на Синимяэ неизвестно; считается, что, только эстонцев там погибло около 2500 человек, красноармейцев — 100-200 тысяч, с немецкой стороны — несколько десятков тысяч человек.
В 2017 году на Синимяэских высотах в братской могиле захоронили останки 202 советских солдат, погибших там в боях 1944 года. Останки нашли члены поисково-краеведческого клуба «Камерад». До этого на Синимяэ было захоронено около 12 тысяч солдат, погибших во время Второй мировой войны на территории Эстонии (по другим сведениям — от 22 тысяч до 40 тысяч воинов). В 1952 году у подножий холма Пыргуаугу (Адской ямы) и Паргимяги (Парковой горки) в центре братской могилы советских военнослужащих, павших в боях на линии Танненберг, установили памятный монумент, сооруженный по проекту архитектора Арнольда Аласа и напоминающий стену монумента воинам-освободителям в Таллине.

## Синимяэский мемориал
Осенью 1999 года на Гренадерском холме закончилось строительство «Синимяэского мемориала»(эст. Sinimägede memoriaal), посвящённого всем воинам, погибшим в оборонительных сражениях во время Второй мировой войны. Его проект был оценен в полтора миллиона крон. На церемонию открытия были приглашены ветераны-фронтовики, воевавшие как в немецких, так и в советских частях.
В первые годы существования мемориала жители Эстонии, называемые эстонской прессой «прокремлёвскими активистами», пытались срывать сборы военных ветеранов на Синимяэ. В 2011 году в числе протестовавших против сбора были члены «Ночного дозора» и финские коммунисты. В последние годы это мероприятие проходит спокойно.
Летом 2006 года на ежегодный сбор были приглашены все ветераны 20-й дивизии СС для того, чтобы открыть памятный знак бельгийским и голландским эсэсовцам. Посол Бельгии в Эстонии Пьер Дюбуссон (Pierre Dubuisson) выступил против того, чтобы на церемонии развевался флаг Бельгии,  так как воевавшие в этой дивизии бельгийцы на своей родине были признаны нацистскими коллаборационистами. В эстонской прессе эстонцев, воевавших в 20-й дивизии СС, называют ветеранами 20-й Эстонской гренадерской дивизии.
Ежегодный сбор ветеранов войны на Синимяэ постоянно критикует Министерство иностранных дел России, называя это мероприятие восхвалением нацизма. Эстония отрицает эти обвинения. В частности, в августе 2011 года Министерство иностранных дел Эстонии отметило, что подобные заявления российского МИД-а ошибочны, базируются на идеологических клише и не направлены на развитие эстонско-российских отношений. «Памятное мероприятие, прошедшее на Синимяэских высотах [прим. — 30 июля 2011 года] является традиционным, основанным на гражданской инициативе и отвечающим международно признанной практике поминания погибших во Второй мировой войне, которые проходят в разных государствах», — сообщил МИД Эстонии. Эстонское государство не финансирует это мероприятие.
9 мая 2023 года были повреждены три мемориальных камня возле креста. Помимо этого вандалы закрасили белой краской мемориальные плиты, которые находятся рядом с местным музеем и посвящены иностранным легионерам войск СС.

## Музей Синимяэских высот
Музей(эст. Vaivara Sinimägede muuseum) размещён в отремонтированных амбаре и кузнице мызы Вайвара. Экспозиция посвящена боям, произошедшим на реке Нарва и Синимяэских высотах в 1944 году. В музее экспонируется оружие, мундиры, личные вещи солдат, фотографии военного времени, немецкие пропагандистские плакаты и т. д. На большом экране демонстрируются исторические фильмы и кинохроника. Персонал музея состоит их двух человек. В 2023 году планируется разместить в музее самолет-штурмовик Ил-2 и танк Т-34. Обе военные машины местные любители истории достали из куртнаских озер.

## Галерея
- Мемориал на Синимяэских высотах
- Сбор ветеранов войны на Гренадерском холме в 2008 году
- Сбор ветеранов войны на Синимяэском мемориале в 2009 году
- Литовские «Лесные братья» на сборе в 2009 году
- Деталь памятного знака на Синимяэских высотах

## Фотографии
- 360-градусная панорама Синимяэских высот
- Музей Синимяэских высот в Вайвара. Сайт Visit Estonia
- Фото: на Синимяэ собрались эстонские гренадеры, Ночной дозор и финские коммунисты, 30.07.2011
- Братская могила советских воинов и братская могила двух экипажей самолетов Ил-2, погибших в годы Второй мировой войны у деревни Синимяэ, на сайте «Всё о Второй мировой»